# Szécsényfa
Szécsényfa (korábban Szkakócz, szlovénül: Skakovci, vendül régen Skokovci) falu  Szlovéniában, Muravidéken, Pomurska régióban. Közigazgatásilag  Vashidegkúthoz tartozik.

## Fekvése
Muraszombattól 14 km-re északnyugatra, a Ravensko területén, közvetlenül a stájer határ mellett fekszik.

## Története
A település első írásos említése 1366-ban történt. 1365-ben Széchy Péter fia Miklós dalmát-horvát bán és testvére Domonkos erdélyi püspök kapták királyi adományul illetve cserében a Borsod vármegyei Éleskőért, Miskolcért és tartozékaikért Felsőlendvát és tartozékait, mint a magban szakadt Omodéfi János birtokát. A település a későbbi századokon át is birtokában maradt a családnak. Az 1366-os beiktatás alkalmával részletesebben kerületenként is felsorolják az ide tartozó birtokokat, melyek között a falu még "Villa seu poss. Kupretfalua" alakban szerepel.
1685-ben a Széchyek fiági kihalásával Széchy Katalinnal kötött házassága révén Nádasdy Ferenc birtoka lett és később is a család birtoka maradt. A vashidegkúti plébániához tartozik.
Fényes Elek szerint "Szkakócz, vindus falu, Vas vmegyében, a Lendva vize mellett a felső lendvai uradalomban, ut. post. Radkersburg."
Vas vármegye monográfiája szerint "Széchényfalva lendvamenti stájer-határszéli vend község, 60 házzal és 360 r. kath. és ág. ev. lakossal. Postája Vas-Hidegkút, távírója Muraszombat."
1910-ben 349, többségben szlovén lakosa volt, jelentős magyar kisebbséggel. A trianoni békeszerződésig Vas vármegye Muraszombati járásához tartozott. 1919-ben átmenetileg a de facto Mura Köztársaság része lett. Még ebben az évben a Szerb–Horvát–Szlovén Királysághoz csatolták, ami 1929-től Jugoszlávia nevet vette fel. 1941-ben átmeneti időre ismét Magyarországhoz tartozott, 1945 után visszakerült jugoszláv fennhatóság alá. 1991 óta a független Szlovénia része. Lakosságának száma egyre csökken. 2002-ben 217 lakosa volt.

## Nevezetességei
- A Szentháromság tiszteletére szentelt kápolnája 1832-ben az előző évi kolera áldozatainak emlékére épült.
- A Dundek-malom ipari műemlék. 1753-ban épült, 1927-ben és 1946-ban átépítették.